# Берёзовый (Калининский район)
Берёзовый — хутор в Калининском районе Саратовской области. Входит в состав сельского поселения Таловское муниципальное образование.

## География
Находится на расстоянии примерно 16 километров на юго-запад от районного центра города Калининска.

## История
Основан во второй половине XVIII века.

## Население
| 2010 |
| ---- |
| 21   |

Постоянное население составило 41 человек (90 % чеченцы) в 2002 году, 21 в 2010.